# Eduard Hanslick
Eduard Hanslick, avstrijski muzikolog in glasbeni kritik,  * 11. september 1825, Praga, Avstrijsko cesarstvo, † 6. avgust 1904, Baden, Avstro-Ogrska. 
Hanslick je bil znan kakor eden prvih splošno vplivnih glasbenih kritikov. Običajno velja za utemeljitelja glasbenega formalizma v estetiki.

## Življenje
Eduard Hanslick se je rodil 11. septembra 1825 v Pragi v takratnem Avstrijskem cesarstvu očetu Josephu Adolphu Hansliku, ki je prihajal iz nemško govoreče družine in je bil bibliograf in poučeval glasbo in materi, ki je bila hči  judovskega trgovca z Dunaja. Hanslick se je pri osemnajstih odpravil na študij glasbe k Václavu Tomášku, enemu izmed priznanih praških glasbenikov. Študiral je pravo na ]]Univeza v Pragi|Praški univerzi]] in pridobil diplomo na tem področju, vendar je njegov ljubiteljski študij glasbe sčasoma privedel do pisanja glasbenih recenzij za male mestne časopise, nato za Wiener Musik-Zeitung in na koncu za Neue Freie Presse, kjer je bil glasbeni kritik do upokojitve. Kot študent se je leta 1845 v Marienbadu srečal z Richardom Wagnerjem, skladateljem, ki je opazil Hanslickovo navdušenje in ga je povabil v Dresden, da bi poslušal njegovo opero Tannhäuser. Tu se je Hanslick srečal tudi z Robertom Schumannom.  Leta 1854 je izdal svojo vplivno knjigo O lepem v glasbi (Vom Musikalisch-Schönen). Do tega trenutka se je njegovo zanimanje za Wagnerja začelo ohlajati. Napisal je omalovažujoč pregled prve dunajske produkcije Lohengrina. Od tega trenutka je Hanslick svoje simpatije oddaljil od tako imenovane "glasbe prihodnosti", povezane z Wagnerjem in Franzem Lisztom, in bolj proti glasbi, ki si jo je zamislil kot neposredno izviranje iz tradicij Mozarta, Beethovna in Schumanna – zlasti glasba Johannesa Brahmsa, ki mu je posvetil svoj komplet valčkov opus 39 za klavirski duet. Leta 1869 je Wagner v revidirani izdaji svojega eseja Židovstvo v glasbi (Das Judenthum in der Musik) napadal Hanslicka kot "milostno prikritega judovskega izvora" in zatrdil, da je bil njegov domnevno judovski slog kritike anti-nemški. Včasih se trdi, da je Wagner v svoji operi Mojstri pevci Nürnberški (Die Meistersinger von Nürnberg) karikiral Hanslicka kot kritičnega kritika Beckmesserja, ki mu je bilo prvotno ime Veit Hanslich. Hanslickovo neplačano predavanje na Dunajski univerzi je leta 1870 vodilo do popolnega profesorja zgodovine in estetike glasbe ter pozneje do častnega doktorata. Hanslick je pogosto služboval v žirijah za glasbena tekmovanja in opravljal delovno mesto na avstrijskem ministrstvu za kulturo ter opravljal druge upravne vloge. Po upokojitvi je vseeno pisal članke o najpomembnejših premierah dneva, vse do smrti leta 1904 v Badnu pri Dunaju.

## Filozofija in pogled na glasbo
Hanslickov okus za glasbo je bil konservativen; v svojih avtobiografijah je napisal, da se je zanj glasbena zgodovina začela šele z Mozartom ter dosegla višek z Beethovnom, Schumannom in Brahmsom. Najbolj znan je po njegovi kritični presoji Brahmsa kakor proti šoli Wagnerja, epizode v zgodovini glasbe v 19. stoletju včasih poimenovane 'vojna romantike'. Nemški kitik Richard Pohl, urednik revije Neue Zeitschrift für Musik, je predstavljal napredne skladatelje "Glasbe prihodnosti" (Zukunftsmusik). Kakor Brahmsov bližnji prijatelj od leta 1862 je Hanslick verjetno imel nekaj vpliva na Brahmsovo glasbo, saj je velikokrat lahko slišal njegova dela preden so bila objavljena. Hanslick je Wagnerjevo zanašanje na dramatiko in besedno slikanje smatral kot škodljivo glasbeni naravi, za katero je mislil, da je lahko izraženo izključno z glasbeno formalnostjo in ne preko dodatnih glasbenih asociacij. Po drugi strani se je nanašal na take asociacij,e ko je vprašal, »Ko zaigraš Chopinove mazurke, ali ne občutiš občutka žalosti in doživiš bitke pri Ostroleku?« Hanslickovo teoretično ogrodje kritike je prikazano v njegovi knjigi iz leta 1854, O lepem v glasbi, ki je bila izdana kot napad na Wagnerjevo estetiko, uveljavila pa se je kot vplivna knjiga, nato napisana v precejšnjem številu različic ter prevedena v ogromno drugih jezikov. Druge tarče Hanslickove ostre kritike sta bila Anton Bruckner in Hugo Wolf. Ko je skladatelj in solist Adolf Davidivič Brodski izvajal Čajkovskijev Koncert za violino, ga je obtožil, da je občinstvo peljal skozi pekel z glasbo, ki "smrdi ušesu"; bil je tudi mlačen do izvedbe Šeste simfonije istega skladatelja. Hanslick je bil znan kakor eden prvih splošno vplivnih glasbenih kritikov. Hanslick je odkrito nasprotoval glasbi Liszta in Wagnerja, s čimer je zlomil klasične glasbene oblike kot način komuniciranja o nečem ekstra glasbenem. Njegovo nasprotovanje "glasbi prihodnosti" se sklada z njegovo estetiko glasbe: pomen glasbe je tudi oblika glasbe. Zaradi takšnih izjav je Hanslick postal eden Brahmovih "prvakov" in ga pogosto primerjal z Wagnerjem. Zaradi tega je Brahms velikokrat zmotno prikazan kot nasprotnik Wagnerja, kar pa zanemarja zgodovinsko interpretacijo Brahmsovega in Wagnerjevega sočutnega občudovanja enega do drugega.

## Dela
"Vom Musikalisch-Schönen". Leipzig 1854 
"Geschichte des Konzertwesens in Wien", 2 vol. Dunaj 1869–70 
"Die moderne Oper", 9 vol. Berlin 1875–1900 
"Aus meinem Leben", 2 vol. Berlin 1894 
"Suite. Aufsätze über Musik und Musiker". Dunaj 1884